# Les Yeux bandés (film, 2007)
Pour les articles homonymes, voir Les Yeux bandés.
Pour plus de détails, voir Fiche technique et Distribution.
Les Yeux bandés est un film français réalisé par Thomas Lilti, présenté en 2007 au Festival international du film de Montréal et sorti en salles en France en 2008.

## Synopsis
Théo, 37 ans, partage sa vie entre Louise, qui attend un enfant, et son travail de routier. Après des années d'absence, une nouvelle va provoquer son retour dans la ville de son enfance. Martin, avec qui il a été élevé comme un frère dans une famille d'accueil, vient d'être arrêté. On l'accuse d'être responsable du viol et de la mort de plusieurs jeunes femmes.

## Fiche technique
- Réalisation : Thomas Lilti
- Scénario : Pierre Chosson et Thomas Lilti
- Image : Pierre Cottereau
- Décors : Philippe van Herwijnen
- Musique : Éric Neveux
- Production : Alain Benguigui et Thomas Verhaeghe
- Société de production : Sombrero Productions
- Pays d'origine :  France
- Genre : drame
- Durée : 81 minutes
- Dates de sortie : 
  -  Canada : 29 août 2007(Festival international du film de Montréal)
  -  France : novembre 2007 (Festival international du film d'Arras) / 9 janvier 2008 (sortie nationale)

## Distribution
- Jonathan Zaccaï : Théo adulte
- Guillaume Depardieu : Martin adulte
- Lionel Abelanski : Denis
- Frédérique Meininger : Monique
- Chloé Réjon : Alice
- Sarah Grappin : Louise
- Jean-François Stévenin : Emile
- Jean Senejoux : Théo 12 ans
- Baptiste Caillaud : Théo 16 ans
- Pierre-Quentin Faesch : Paul
- Léo Legrand : Martin 12 ans
- Milan Mauger : Martin 16 ans
- Christèle Tual : Christine
- Stanislas Martin : Thierry
- Frédéric Épaud : le blond

## Distinctions
2004 : Primé sur scénario dans le cadre de l'Aide à la Création de la Fondation Gan pour le Cinéma